# Cas6
Cas6 (de l'anglès CRISPR associated protein 6) és una endoribonucleasa associada al sistema CRISPR (Clustered Regularly Interspaced Short Palindromic Repeats, traduït al català com Repeticions Palindròmiques Curtes Agrupades i Regularment Espaiades).
Conjuntament, les proteïnes Cas i el sistema CRISPR formem un mecanisme de defensa anomenat CRISPR-Cas, present en gran part de bacteris i arqueus i encarregat de fragmentar material genètic invasor i d'introduir-lo dins del cromosoma, desenvolupant, així, una immunitat adquirida davant de virus, transposons o plasmidis.
La proteïna Cas6, dins del sistema CRISPR-Cas, es troba relacionada amb la creació de petites seqüències d'ARN guia (ARNcr) que, en el cas que es tornés a donar una infecció per un material genètic similar, acompanyarien a les proteïnes Cas cap a aquest material genètic invasor per tal de degradar-lo.
Basant-se en el mecanisme de defensa CRISPR-Cas s'obre un camp molt important dintre de l'edició genòmica amb diferents aplicacions biotecnològiques.

## Història
La proteïna Cas6 va ser identificada per primer cop el 2005 basant-se en anàlisis genòmiques de diferents microorganismes procariotes, tant arqueus com bacteris, amb el sistema CRISPR. Donada la seva distribució en múltiples microorganismes de diferents taxonomies amb poca o nul·la relació entre sí, es va afegir junt amb la proteïna Cas5 a la llista de gens nucli del sistema Cas (cas core genes). Aquesta llista havia estat elaborada el 2002 usant mètodes d'anàlisi bioinformàtica sobre genomes seqüenciats de microorganismes i contenia els gens per a les proteïnes Cas1-4.
La proteïna Cas6 va ser primerament cristal·litzada a partir del microorganisme Thermus thermophilus, sent així la primera de totes les proteïnes associades al sistema CRISPR el 2006, fet que va permetre conèixer la seva estructura amb detall mitjançant la difracció de raigs X. A partir d'un estudi de la proteïna en el bacteri Pyrococcus Furiosus el 2008, es va determinar la seva acció com a endoribonucleasa i el seu paper en la unió i tallat dels precursors d'ARN associats al sistema CRISPR per tal d'alliberar ARNcr en els organismes amb CRISPR tipus I i tipus III. Diverses proteïnes actualment considerades part de la família Cas6 han rebut noms diferents al llarg dels subsegüents anys al seu descobriment, com ara Cse3 o Csy4.
Posteriors estudis i revisions han permès conèixer amb detall la seva funció, tot i que alguns dels mecanismes d'actuació i certs detalls estructurals no es coneixen encara amb precisió. Actualment, es tracta d'una àrea d'interès per explorar possibles aplicacions en cèl·lules eucariotes.

## Estructura

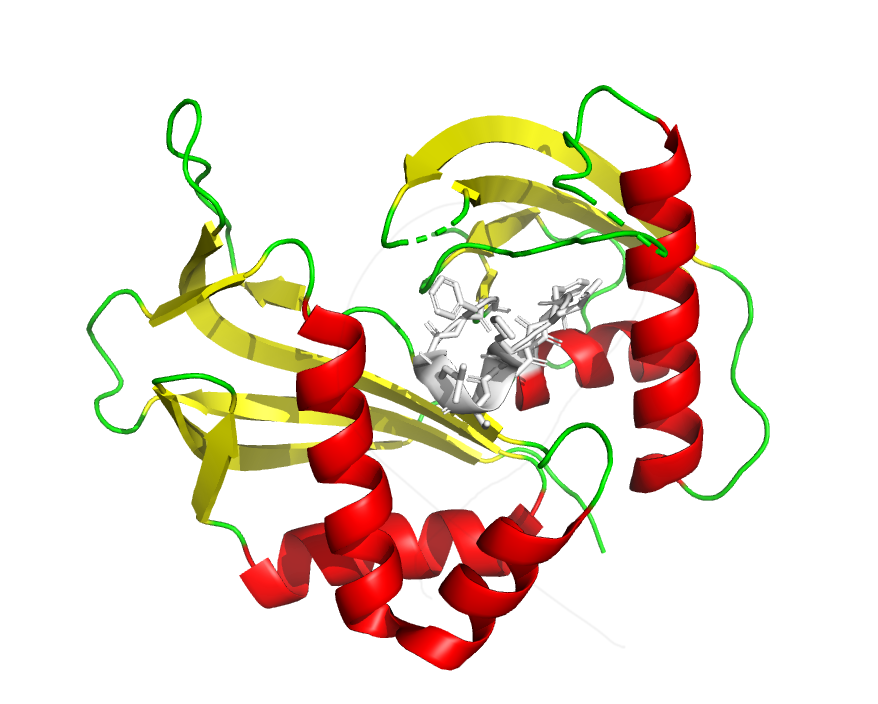
Estructura de l'esquelet de la proteïna Cas6 de Pyrococcus Furiosus. Obtinguda a partir de la seqüència del PDB tractada amb el software PyMOL. Vermell: hèlix α. Groc: làmina β. Verd: gir o estructura no definida. Blanc: bucle ric en glicina característic de la proteïna. En aquest bucle també hi són representades les cadenes laterals dels aminoàcids.

### Estructura primària
La família de proteïnes Cas6 presenta de mitjana 140 aminoàcids i un pes molecular d'aproximadament 15,4 kDa.
En el cas de la proteïna Cas6 del Pyrococcus Furiosus, l'esquelet de la qual es troba a la imatge següent, trobem que la tríada catalítica està constituïda pels aminoàcids Tyr31, His46 i Lys52, on la Tyr31 i His46 conformen la zona activa i la Lys52, l'estabilitzador de l'estat de transició.

### Estructura secundària i terciària
Les proteïnes que pertanyen a la família Cas6 es caracteritzen per estar formades per dos dominis RRM, que tal com el seu nom indica (de l'anglès RNA recognition Motifs) permeten el reconeixement de l'ARN pel posterior tallat.
Cada domini RRM presenta en la seva estructura secundària quatre làmines β antiparal·leles unides a dos hèlix ⍺ al costat seguint l'esquema {\displaystyle \beta \alpha \beta \beta \alpha \beta }, on les dues hèlix α són les encarregades de la majoria d'interaccions amb el substrat. La majoria de les proteïnes Cas6 segueixen aquesta estructura, tot i que és possible trobar tant elements que manquen com elements addicionals, com per exemple hèlixs o cadenes.
En el carboni terminal RRM presenten tres elements comuns: 
- Un bucle ric en glicina que segueix el patró GhGxxxxxGhG on h senyala hidrofobicitat i xxxxx marca que conté com a mínim una arginina o lisina. Aquest permet estabilitzar i unir la proteïna a l'ARNcr no madur. Es troba siutuat entre {\displaystyle \alpha _{2}} i {\displaystyle \beta _{4}}, entre els dos plegaments de RRM.
- Una forquilla formada per {\displaystyle \beta _{2}} i {\displaystyle \beta _{3}}, més llarga que les que hi ha a l'extrem N-terminal, que inserint-se a la base del vèrtex de l'ARNcr no madur, ajuda a posicionar el fosfat en el centre actiu, provocant que pugui haver residus catalítics.
- Un element d'ancoratge al sostre que sondeja la ranura principal de l'ARNcr no madur i actua amb els nucleòtids. Normalment, es troba entre {\displaystyle \beta _{1}} i {\displaystyle \alpha _{1}}a l'estructura secundària.[3]

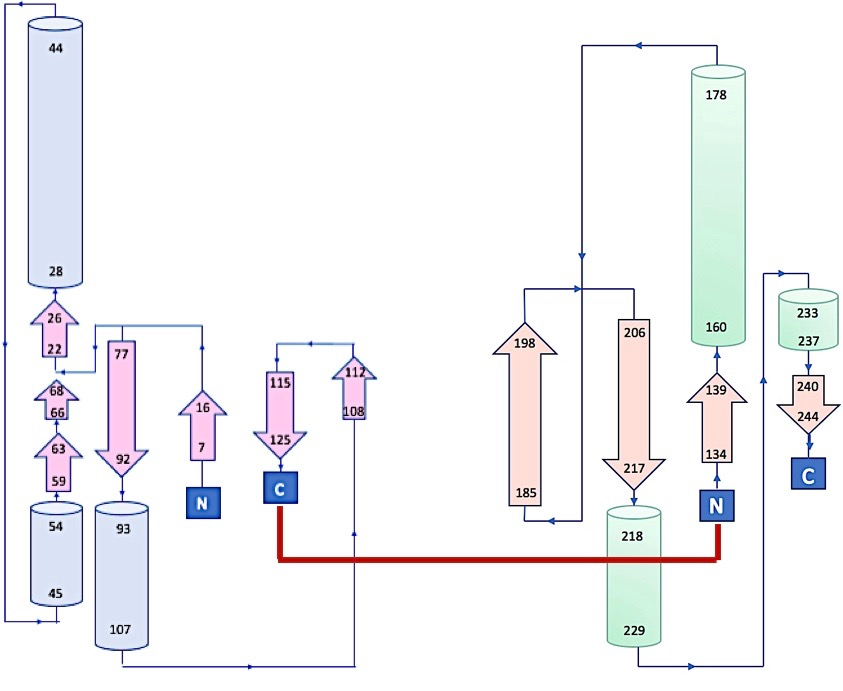
Representació dels dominis de la proteïna Cas6 en l'organisme Pyrococcus Furiosus. Les fletxes gruixudes representen làmines β, els cilindres hèlixs α i les línies girs. La línia gruixuda vermella marca la unió entre els dos dominis. El bucle de glicina es troba cap al final, abans de l'última làmina beta.

### Estructura quaternària
La majoria de proteïnes de la família Cas6 estudiades fins ara són monomèriques i no s'ha demostrat l'existència d'estructura quaternària. No obstant, s'ha observat un cas en el que formen una estructura constituïda per dos dímers idèntics.

### Base estructural de la funció del Cas6
La càrrega positiva de les regions d'unió a l'ARN els permet fer interaccions iòniques amb el fosfat de l'ARNcr no madur. Al seu torn, una xarxa massiva d'enllaços d'hidrogen amb grups hidroxil, bases i altres parts de l'ARNcr contribueixen en el reconeixement específic de seqüències, així com en una unió no específica de l'ARN. La unió del substrat provoca canvis no gaire determinants en l'estructura de l'enzim. A més, tal com queda descrit anteriorment, els tres elements comuns del carboni terminal RRM faciliten enllaços amb l'ARN.
Totes les variants que s'han estudiat de la família de proteïnes Cas6 són proteïnes monomèriques amb una cadena lateral d'histidina activa que es creu que actua com a àcid o base en el cicle catalític. El fet que siguin monomèriques assegurarà el lliurament d'un únic ARNcr al complex. Moltes proteïnes Cas6 tenen un residu d'histidina en el centre actiu. Tot i que la localització d'aquesta sigui diferent en les diverses estructures cristal·litzades, es troba sempre a l'extrem N-terminal RRM {\displaystyle \alpha _{1}}o en una hèlix abans de {\displaystyle \alpha _{1}}. Inicialment, es pensava que el rol d'aquest residu catalític d'histidina era donar un protó al grup que marxava a la catàlisi. No obstant, s'han trobat evidències de casos en els que actua com a base.

## Sistema CRISPR-Cas

### Introducció
Per tal de protegir-se davant de possibles infeccions víriques o d'altres paràsits moleculars, els organismes han desenvolupat mecanismes de defensa basats en la utilització de guies d'ARN. En el cas dels eucariotes, el principal s'anomena ARN d'interferència (ARNi) i s'encarrega d'activar i desactivar gens, fet que li permet anul·lar fragments de material genètic provinents de virus o transposons.
D'altra banda, els arqueus i nombrosos bacteris presenten un sistema de defensa similar a l'eucariota. Conegut com a sistema CRISPR-Cas o ARN d'interferència procariota (pRNAi), aquest actua fragmentant el material genètic invasor i introduint-lo dins del cromosoma bacterià, aportant, així, una immunitat adquirida davant de possibles infeccions.
Aquest es troba format per dues parts diferenciades: els CRISPR, que corresponen a la part genètica del sistema, i les proteïnes Cas, que corresponen a la proteica.

#### CRISPR
Les Repeticions Curtes Palindròmiques Agrupades i Regularment Espaiades (CRISPR) són una família de repeticions d'ADN separades per seqüències espaiadores regulars i úniques que aporten una resistència adquirida davant de fragments genètics com, per exemple, virus, transposons o plasmidis.
Els loci de CRISPR estan formats per seqüències de repeticions d'uns 20 a 48 parells de bases separades per espaiadors de longitud similar. Aquests són complementaris als fragments de material genètic forà que han sigut introduïts prèviament i, per tant, presenten diferències entre ells i van augmentant el seu nombre amb el pas del temps, dotant de més immunitat a l'organisme i a la seva descendència.
En el cas que un fragment de material genètic ja detectat anteriorment entrés dins de la cèl·lula, s'iniciaria la transcripció i conversió de les seqüències espaiadores d'ADN a petits fragments d'ARN guia que detectarien el material invasor perquè les proteïnes Cas iniciessin la seva degradació.

#### Funció de la proteïna Cas6

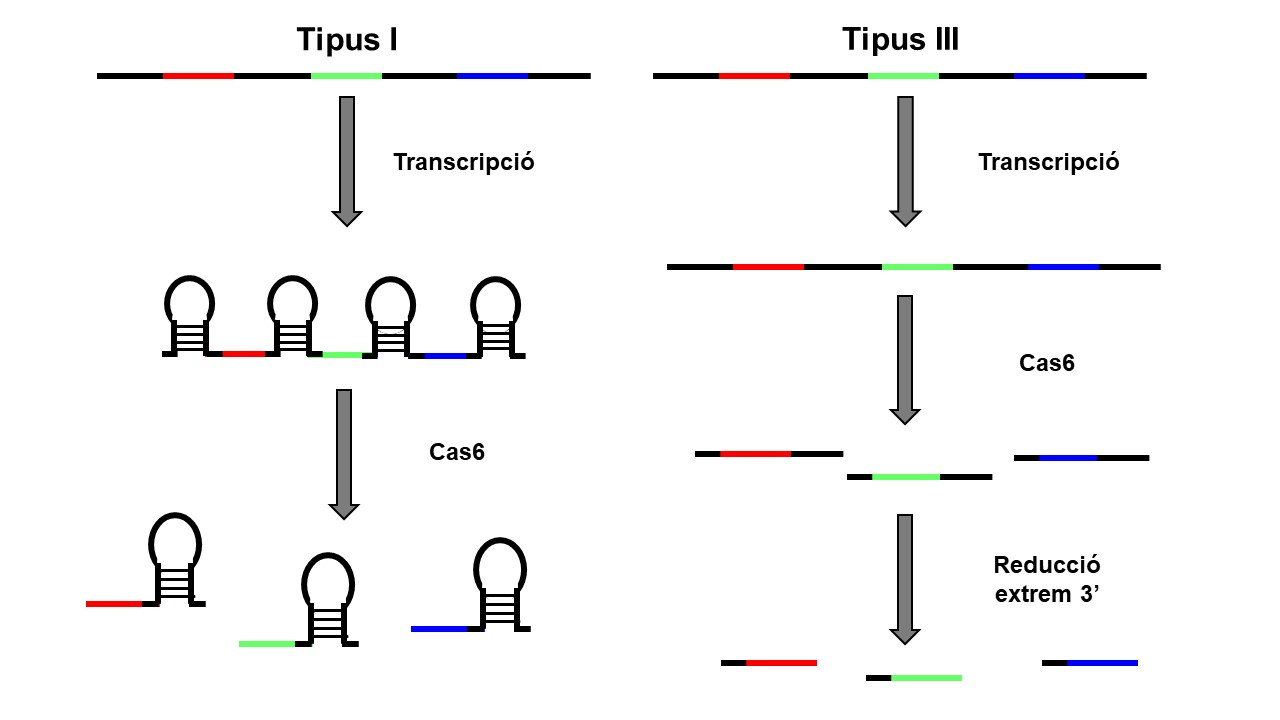
En aquesta fotografia es pot observar el procés de maduració de l'ARNcr en els sistemes CRISPR-Cas de tipus I i III, caracteritzats per l'actuació de la proteïna Cas6. En el sistema I, les cadenes d'ARNcr presenten una tija en bucle en la part de repetició que es troba unida a l'espaiador. Per l'altre costat, en el sistema III no apareixen aquestes estructures, però sí que és necessari un tall en la seqüència de repetició que segueix a l'espaiador en l'extrem 3' per tal que es pugui dur a terme el procés de maduració de l'ARNcr.

Les proteïnes associades al sistema CRISPR són una família de nucleases que participen en el procés de fragmentació del material genètic invasor i en la posterior formació de seqüències d'ARN guia per tal de fer-li front de nou.
Existeixen tres tipus de sistemes CRISPR-Cas depenent de les proteïnes Cas que hi intervenen. En els bacteris i arqueus de tipus I i III cal destacar-ne la funció de la Cas6, relacionada amb el procés de maduració dels ARN guies (ARNcr); i en els de tipus II, la de la Cas9, relacionada, alhora, en el procés de maduració dels ARN guies (ARNcr) i en el de fragmentació del material genètic forà. Tot i això, existeix una gran diversitat dins del sistema CRISPR-Cas i és possible que alguns organismes, tot i ser del mateix tipus, realitzin aquestes funcions mitjançant unes proteïnes equivalents o amb petites variacions. Un exemple d'aquesta situació és el bacteri Escherichia coli, en el qual la funció de la proteïna Cas6 és realitzada per la variant Cse3.
La proteïna Cas6 és una endoribonucleasa destacada pel seu paper central en la producció de cadenes curtes d'ARN guia (ARNcr). Quan material genètic invasor apareix de nou en el bacteri, aquest respon transcrivint una cadena llarga de CRISPR que presenta nombrosos espaiadors i repeticions. Llavors, la proteïna Cas6 actua tallant aquesta cadena en petites unitats que contenen un únic espaiador i una repetició en cada extrem que varia de llargada depenent de si estem parlant de sistemes CRISPR-Cas I o III.
Aquestes unitats són finalment processades pels dos extrems, donant lloc a seqüències curtes d'ARN guia (ARNcr) que podran unir-se a proteïnes Cas i formar el complex CRISPR-Cas per tal de poder degradar el material genètic invasor.

### Funcionament del sistema CRISPR-Cas
En bacteris i arqueus, el sistema CRISPR-Cas actua seguint els següents passos:
1. Fase d'adquisició: les proteïnes Cas1 i Cas2 detecten el material genètic invasor i el fragmenten perquè pugui ser introduït com un espaiador dins del cromosoma bacterià.[19]
2. Maduració de l'ARNcr: quan el material genètic invasor és detectat de nou, es transcriu una seqüència llarga d'ARN que conté diversos espaiadors. En els sistemes CRISPR-Cas de tipus I i III, aquesta és fragmentada i processada mitjançant la proteïna Cas6, i en els de tipus II, mitjançant la proteïna Cas9, donant lloc a seqüències curtes d'ARN guia (ARNcr).[1]
3. Fase d'interferència: els ARNcr s'ajunten amb proteïnes Cas i formen complexos d'interferència que fragmentaran i degradaran el material genètic invasor.

## Aplicacions biotecnològiques
Més enllà de les seves funcions biològiques, el Cas6 és un enzim de gran interès per a aplicacions biotecnològiques. Si bé la proteïna associada a CRISPR o Cas més utilitzada en biotecnologia i enginyeria genètica és la Cas9, s'ha demostrat la utilitat de Cas6 per aplicacions com per exemple l'homogeneïtzació in vitro d'extrems 5' en el tallat i purificació de cadenes d'ARN o la creació d'ARN guia per enginyeria genètica en cèl·lules.
També hi ha interès per la possible activitat enzimàtica en cèl·lules eucariotes, especialment de mamífers, per investigació i per aplicacions de biologia sintètica.